# Le Monde magique de la Belle et la Bête
Pour les articles homonymes, voir La Belle et la Bête.
Série La Belle et la Bête
La Belle et la Bête 2 : Le Noël enchanté
(1997)
Pour plus de détails, voir Fiche technique et Distribution.
Le Monde magique de la Belle et la Bête (Beauty and the Beast : Belle's Magical World), est le 53e long-métrage d'animation des studios Disney. Sorti directement en vidéo en 1998, il fait suite à La Belle et la Bête (1991) et La Belle et la Bête 2 (1997). 
Le film est en fait constitué de trois épisodes d'un projet de série télévisée finalement annulée : Un dictionnaire très à la page (The Perfect Word), Plumette en fête (Fifi's Folly) et Quand tout bat de l'aile (Broken Wing). Une quatrième histoire, Madame Samovar broie du noir (Mrs. Potts' Party), d'abord parue en VHS séparément, a été ajoutée lors de la ressortie en DVD de 2003.

## Synopsis
Trois histoires de contes de fées racontées par Belle, encore prisonnière du château de la Bête.

## Fiche technique
- Titre original : Beauty and the Beast : Belle's Magical World
- Titre français : Le Monde magique de la Belle et la Bête
- Réalisation : Cullen Blaine, Daniel De La Vega, Barbara Dourmashkin, Dale Kase, Bob Kline, Burt Medall et Mitch Rochon
- Scénario : Alice Brown (Fifi's Folly), Richard Cray (The Perfect Word), Carter Crocker (Broken Wing, Fifi's Folly), Sheree Guitar (Broken Wing), Chip Hand  (Broken Wing)
- Musique : Harvey Cohen
- Société de production : Walt Disney Television Animation
- Société de distribution : Buena Vista Home Entertainment
- Format : Couleurs - 35mm - 1,33:1 - Dolby Stéréo
- Durée : 70 minutes (1998) ; 92 minutes (2003)
- Dates de sortie :
  - États-Unis : 17 février 1998
  - France : août 1999

## Distribution

### Voix originales
- Robby Benson : la Bête
- Paige O'Hara : Belle
- Jerry Orbach : Lumière
- David Ogden Stiers : Big Ben
- Anne Rogers : Mme Samovar
- Kimmy Robertson : Plumette
- Gregory Grudt : Zip
- Jim Cummings : Webster
- Jeff Bennett : Crane
- Rob Paulsen : La Plume
- April Winchell : Chandellina
- Jo Anne Worley : l'Armoire
- Frank Welker : Sultan
- Frank Oz : Footstool

### Voix françaises
- Emmanuel Jacomy : La Bête
- Bénédicte Lécroart : Belle
- Daniel Beretta : Lumière
- Georges Berthomieu : Big Ben / narrateur
- Lily Baron : Mme Samovar
- Josiane Pinson : Plumette
- Julien Bouanich : Zip
- Bernard Dhéran : Lord Robert
- Gérard Loussine : La Plume
- Jean-Claude Donda : La Page / Frappe / Concertina
- Évelyne Grandjean : Chandellina
- Benoît Allemane : Baignoire
- Christian Pelissier : Chef Bouche
- Gérard Surugue : Mine, le gant bleu
- Marie Martine : Mimine, le gant rouge
- Jean Stout : Tuba
- Hélène Vanura : tante Frou-Frou

## Chansons du film
- Quand on laisse parler son cœur (Listen with Our Hearts) - Belle
- Une petite pensée (A Little Thought) - Belle
- Clin d'œil - Belle